# Karl Friedrich Nägelsbach
Karl Friedrich Nägelsbach (født 28. marts 1806 i Wöhrd ved Nürnberg, død 21. april 1859) var en tysk filolog.
Foruden ved sin Lateinische Stilistik für Deutsche (1846 og oftere) er Nägelsbach, der var professor i Erlangen, kendt ved sine to religionshistoriske arbejder Die homerische Theologie (1840, 3. oplag 1884) og Die nachhomerisene Theologie (1857).